# Maskergeelvink
De maskergeelvink (Spinus lawrencei synoniem: Carduelis lawrencei) is een zangvogel uit de familie van vinkachtigen (Fringillidae). De wetenschappelijke naam is een eerbetoon aan de Amerikaanse ornitholoog George Newbold Lawrence.

## Verspreiding en leefgebied
Deze soort komt voor in Mexico en de Verenigde Staten.